# 无翼柱头虫科
无翼柱头虫科（学名：Spengelidae）也称史氏柱头虫科，是半索动物门肠鳃纲的一科。
本科分类目前有待确定，整合分类学资讯系统（ITIS）、世界海洋物种目录（WoRMS）等资料直接将本科列入肠鳃纲之下，没有目一级分类。2021年2月5日，中华人民共和国国家林业和草原局和中华人民共和国农业农村部联合发布的《国家重点保护野生动物名录》将本科置于柱头虫目（Balanoglossida），且学名拼作Spengeliidae。
本科目前分为4属：
- 橡头虫属 Glandiceps
- Schizocardium
- 无翼柱头虫属 Spengelia
- Willeyia